# غاري كولينغ
غاري كولينغ (بالإنجليزية: Gary Cowling)‏ مواليد 4 نوفمبر 1961 في نيوبورت نيوز، هو ممثل أمريكي.

## الأعمال
- القانون والنظام: الوحدة الخاصة للضحايا
- القانون والنظام: النية الإجرامية
- آل سوبرانو
- 30 روك

## وصلات خارجية
- غاري كولينغ على موقع IMDb (الإنجليزية)
- غاري كولينغ على موقع ألو سيني (الفرنسية)
- غاري كولينغ على موقع أول موفي (الإنجليزية)
- غاري كولينغ على موقع قاعدة بيانات الفيلم (الإنجليزية)
- غاري كولينغ على موقع كينوبويسك (الروسية)
- الموقع الرسمي